# Micropsitta finschii
Papagaio-pigmeu-de-finsch ou papagainho-verde (Micropsitta finschii) é uma espécie de ave da família Psittacidae.
Pode ser encontrada nos seguintes países: Papua-Nova Guiné e Ilhas Salomão.
Os seus habitats naturais são: florestas subtropicais ou tropicais húmidas de baixa altitude e regiões subtropicais ou tropicais húmidas de alta altitude.